# Atletiek op de Paralympische Zomerspelen 2024 - 200 m vrouwen T11
De 200 meter voor vrouwen klasse T11 op de Paralympische Zomerspelen 2024 vond plaats op 5 september (series) en 6 september (finale) in het Stade de France. Deze klasse is voor blinde atletes die volledig blind zijn of licht waarnemen, maar niet in staat zijn om de vorm van een hand op enige afstand te zien. T11 atletes lopen meestal met een gids. De winnares van 2020 was Liu Cuiqing uit China die in 2024 door de Braziliaanse Jerusa Geber dos Santos werd opgevolgd. de Chinese Liu Cuiqing behaalde het zilver en Lahla Ishitle uit Namibië won de bronzen medaille.

## Records
Voorafgaand aan het toernooi waren dit de wereldrecords en Paralympische records.
| Wereldrecord        | China Liu Cuiqing            | 24.36 | Kobe           | 25 mei 2024       |
| Paralympisch record | Groot-Brittannië Libby Clegg | 24.51 | Rio de Janeiro | 13 september 2016 |

## Series
De winaars van de series kwalificeerden zich direct voor de finales. Van de overgebleven atletes kwalificeerden bovendien de twee snelste zich voor de finale.

#### Serie 1
| Rang | Baan | Naam                                                           | Naam | Tijd  | Bijz. |
| ---- | ---- | -------------------------------------------------------------- | ---- | ----- | ----- |
| 1    | 6    | Jerusa Geber dos Santos Gabriel Aparecido dos Santos (gids)    | BRA  | 25.00 | Q     |
| 2    | 8    | Linda Patricia Perez Lopez Alvaro Luis Cassiano Herrera (gids) | VEN  | 25.42 | q SB  |
| 3    | 2    | Lorena Silva Spoladore                                         | BRA  | 26.02 |       |
| 4    | 4    | Asila Mirzayorova Abduvokhid Mirzayorov (gids)                 | UZB  | 27.31 | SB    |

### Serie 2
| Rang | Baan | Naam                                                            | Naam | Tijd  | Bijz. |
| ---- | ---- | --------------------------------------------------------------- | ---- | ----- | ----- |
| 1    | 6    | Liu Cuiqing Chen Shengming (gids)                               | CHN  | 24.77 | Q     |
| 2    | 8    | Lahla Ishitle Sem Shimanda (gids)                               | NAM  | 24.82 | q     |
| 3    | 2    | Thalita Vitoria Simplico da Silva Felipe Veloso da Silva (gids) | BRA  | 25.70 |       |
| 4    | 6    | Juliana Ngleya Moko Abraao Abreu Sapalo (gids)                  | ANG  | 26.28 | PB    |

## Finale
| Rang   | Baan | Naam                                                           | Naam | Tijd  | Bijz. |
| ------ | ---- | -------------------------------------------------------------- | ---- | ----- | ----- |
| Goud   | 5    | Jerusa Geber dos Santos Gabriel Aparecido dos Santos (gids)    | BRA  | 24.51 | PR    |
| Zilver | 3    | Liu Cuiqing Chen Shengming (gids)                              | CHN  | 24.86 |       |
| Brons  | 7    | Lahla Ishitle Sem Shimanda (gids)                              | NAM  | 25.04 |       |
| 4      | 1    | Linda Patricia Perez Lopez Alvaro Luis Cassiano Herrera (gids) | VEN  | 25.44 |       |